# Heosemys annandalii
Heosemys annandalii је гмизавац из реда корњача и фамилије Geoemydidae.

## Угроженост
Ова врста се сматра угроженом.

## Распрострањење
Ареал врсте је ограничен на мањи број држава. 
Врста има станиште у Тајланду, Малезији, Вијетнаму и Камбоџи. Присуство у Бурми је непотврђено.

## Станиште
Станиште врсте су слатководна подручја.